# The King and Four Queens
The King and Four Queens is een Amerikaanse western uit 1956 onder regie van Raoul Walsh.

## Verhaal
Wanneer avonturier Dan Kehoe hoort dat er op de boerderij van moeder McDade een fortuin verborgen ligt, gebruikt hij zijn charmes om van haar vier schoondochters te weten te komen waar het geld verstopt is.

## Rolverdeling
| Acteur          | Personage     |
| --------------- | ------------- |
| Clark Gable     | Dan Kehoe     |
| Eleanor Parker  | Sabina McDade |
| Jean Willes     | Ruby McDade   |
| Barbara Nichols | Birdie McDade |
| Sara Shane      | Oralie McDade |
| Roy Roberts     | Tom Larrabee  |
| Arthur Shields  | Priester      |
| Jay C. Flippen  | Barman        |
| Jo Van Fleet    | Moeder McDade |